# George Ezra
George Ezra (né George Ezra Barnett le 7 juin 1993 à Hertford) est un auteur-compositeur-interprète de pop-folk britannique.
Il est mis sur le devant de la scène par la BBC qui l'intègre à la soirée d'introduction du festival du Glastonbury Festival 2013 et le classe dans le top BBC Sound of 2014. Son premier EP Did You Hear the Rain? sort en octobre 2013, suivi par Cassy O en mars 2014. Ses trois premiers albums studio, Wanted on Voyage (2014), Staying at Tamara's (2018) et Gold Rush Kid (2022), prennent la tête des charts au Royaume-Uni.

## Biographie

### Jeunesse et études
George Ezra est originaire de Hertford, où il grandit. Ses parents sont enseignants. Il commence à jouer de la basse alors qu'il a 13 ans, puis apprend la guitare l'année suivante grâce à son père. Son petit frère Ethan est également auteur-compositeur, connu sous le nom de Ten Tonnes ; sa sœur aînée l'accompagne sur ses tournées en tant qu'assistante.
Les premières performances d'Ezra sur scène ont lieu à Bristol, où il déménage en 2011 pour poursuivre des études musicales, au British and Irish Modern Music Institute (en). Il pense alors à devenir enseignant comme ses parents. En juin 2012, lors de sa première année d'études, il diffuse en ligne une vidéo acoustique du titre Broken qui lui vaut la signature d'un contrat avec Columbia Records en 2011, à l'âge de 19 ans,. Il voyage alors pendant un mois à travers l'Europe, en train, une expérience qui lui inspirera son premier album,,,.

### Carrière musicale
En 2013, Ezra joue au festival de Glastonbury, sur la scène découverte de la BBC,. Cette prestation le fait découvrir à un plus large public.
Au mois d'octobre de la même année, il sort son premier EP intitulé Did You Hear the Rain?,, contenant notamment la chanson Budapest qui connaît alors un important succès en Italie. Ezra participe à plusieurs festivals et fait les premières parties de Lianne La Havas et Tom Odell.
En janvier 2014, il figure en 5e position de la liste des « sons de 2014 » réalisée par la BBC. 
En mars 2014, il sort son deuxième EP : Cassy O.
En juin 2014, George Ezra publie le morceau Budapest en single ; le titre était auparavant disponible en téléchargement gratuit (à l'automne 2013) et sur les plateformes de streaming. Le titre se classe dans les dix premières places des ventes de singles au Royaume-Uni, en Allemagne, en Autriche, au Danemark ou encore en Suisse. Porté par ce succès, il sort son premier album Wanted on Voyage le 30 juin 2014. Quatorze semaines après sa sortie, l'album atteint la première place des charts britanniques,. Il est le troisième album le plus vendu de l'année 2014 dans le pays,.
En juin 2017, Ezra sort le single Don't Matter Now, premier extrait de son deuxième album,. À la même période, il achève un top secret tour, une mini-tournée dans les îles britanniques, au cours de laquelle il dévoile cinq titres inédits. Malgré une large diffusion dans les médias, le single Don't Matter Now ne connaît pas le succès escompté, ne se classant que dans le top 70 britannique. La sortie du deuxième album, prévue fin 2017, est reportée. L'album Staying at Tamara's sort finalement le 23 mars 2018. Profitant notamment du succès des singles Paradise et Shotgun (classés en 2e et 1re position des charts anglais), l'album se classe directement en première place des ventes au Royaume-Uni. Puis il sort en 2022 l’album Gold Rush Kid.

## Style et influences
George Ezra est baryton,. Sa musique est principalement folk, avec des accents de musique pop, de soul ou de blues.
Ce sont les disques de son père (Paul Simon, Tom Waits et Bob Dylan notamment) qui mènent Ezra à la découverte de ses principales influences,, les « trois centrales » étant Bob Dylan, Woody Guthrie et Leadbelly,.

## Discographie

### Singles
| 2014                                                                 | Did You Hear the Rain? | —  | 72 | —  | —  | —  | — | —  | Wanted on Voyage    |
| 2014                                                                 | Budapest               | 4  | 1  | 7  | 12 | 3  | 4 | 7  | Wanted on Voyage    |
| 2014                                                                 | Cassy O                | 70 | —  | —  | —  | —  | — | —  | Wanted on Voyage    |
| 2014                                                                 | Blame It on Me         | 6  | 11 | —  | —  | 27 | — | 16 | Wanted on Voyage    |
| 2014                                                                 | Listen to the Man      | 41 | —  | —  | —  | —  | — | —  | Wanted on Voyage    |
| 2015                                                                 | Barcelona              | —  | —  | —  | —  | —  | — | —  | Wanted on Voyage    |
| 2017                                                                 | Don't Matter Now       | 66 | —  | —  | —  | —  | — | —  | Staying at Tamara's |
| 2018                                                                 | Paradise               | 2  | 2  | —  | —  | 24 | — | 38 | Staying at Tamara's |
| 2018                                                                 | Shotgun                | 1  | 4  | 1  | 2  | 12 | 3 | 4  | Staying at Tamara's |
| 2018                                                                 | Hold My Girl           | 8  | 53 | 26 | —  | —  | — | —  | Staying at Tamara's |
| 2019                                                                 | Pretty Shining People  | 25 | —  | 15 | —  | —  | — | —  | Staying at Tamara's |
| "—" signifie que la chanson n'a pas été classé dans le pays indiqué. |                        |    |    |    |    |    |   |    |                     |